# Magdalena Jeziorowska
Magdalena Jeziorowska (22 luglio 1970) è un'ex schermitrice polacca, vincitrice di una medaglia di bronzo ai campionati mondiali di scherma.

## Palmarès
In carriera ha conseguito i seguenti risultati:
- Mondiali di scherma

Atene 1994: bronzo nella spada a squadre.
- Europei di scherma

Limoges 1996: oro nella spada individuale.
Plovdiv 1998: bronzo nella spada a squadre.